# Seznam albanskih pesnikov
Seznam albanskih pesnikov.

## A
Dritëro Agolli - Fatos Arapi

## C
Martin Camaj

## Ç
Andon Zako Çajupi - Muhamed KryÇyku Çami

## D
Jeronim De Rada - Aleksander Stavre Drenova

## F
Naim Frashëri - 

## G
Adem Gajtani (1935-82) Kosovo

## H
Gëzim Hajdari (v Italiji) - Mihal Hanxhari (1930-1999)

## I
Murat Isaku

## K
Ismail Kadare - Jeton Kelmendi - Faik Konica - 

## M
Esad Mekuli - Ndre Mjeda - Hilë Mosi -  

## N
Millosh Gjergj Nikolla "Migjeni" - Fan S. Noli

## P
Bernardin Palaj - Arshi Pipa - Ali Podrimja (1942–2012) - Lasgush Poradeci - Iljaz Prokshi

## Q
Dhori Qiriazi

## R
Majlinda Rama

## S
Giuseppe Serembe - Resul Shabani - Lazër Shantoja - Xhevahir Spahiu

## T
Kasëm Trebeshina

## V
Pashko Vasa

## Z
Andon Zako-Çajupi